# Francisco de Velasco y Mendoza
Francisco de Velasco y Mendoza, camarero de los Reyes Católicos y II conde de Siruela desde 1482, además de señor de la villa de Roa, de los valles de Pernía y Cervera y de la merindad de Villarias de Campos. Participó en la guerra de Granada al frente de una división de mesnaderos a su costa y estuvo también en el cerco de Baza (1489). Años después, asistió a las Cortes de Toledo de 1498 y de 1502 como procurador de la ciudad de Guadalajara. Gracias a él, a principios del 1500 su villa y condado de Villanueva de Siruela comenzó a formar parte del Concejo de la Mesta.
Hijo de Juan de Velasco y Leonor de Mendoza, el II conde de Siruela casó con Francisca Carrillo de Córdoba, hija del señor de Alcaudete. A su muerte en 1505, le sucedió en el condado su hija Leonor de Velasco y Carrillo de Córdoba.